# Chelostoma palaestinum
Chelostoma palaestinum är en biart som först beskrevs av Raymond Benoist 1935.  Chelostoma palaestinum ingår i släktet blomsovarbin, och familjen buksamlarbin. Inga underarter finns listade i Catalogue of Life.